# Sforza Bianka Mária német-római császárné
Sforza Bianka Mária (Pavia, 1472. április 5. – Innsbruck, Tirol, 1510. december 31.), németül: Blanca Maria Sforza von Mailand, olaszul: Bianca Maria Sforza, franciául: Blanche-Marie Sforza, születése jogán milánói hercegnő. 1487-től 1493-ig Corvin János első felesége (jegyese), bár a házasságukat a felek távollétében (per procuram) kötöttek ugyan, de amelynek révén magyar trónörökösnévé, a leendő magyar királynévá vált. I. Mátyás halála után Corvin Jánost nem választották magyar királlyá, így Biankából nem lett magyar királyné, ezért a milánói udvar nem volt többé érdekelt a kapcsolatuk fenntartásában és szorosabbá fűzésében, viszont a házasságukat csak 1493-ban bontotta fel (érvénytelenítette) a pápa. Második, tényleges házassága révén német királyné és német-római császárné. XI. Lajos francia király, Savoyai Lajos ciprusi király és I. Sarolta ciprusi királynő unokahúga, Lusignan Anna ciprusi királyi hercegnő unokája.

## Élete

### Származása
Sforza Galeazzo Mária milánói herceg és Bona savoyai hercegnő lánya. Nevét apai nagyanyja, Visconti Bianka Mária milánói hercegné (1425–1468) után kapta, aki I. Fülöp Mária milánói hercegnek Agnese del Maino úrnővel folytatott házasságon kívüli viszonyából született, és akinek a férje, Francesco Sforza az apósa halála (1447) után kitört örökösödési viszály után 1450-ben I. Ferenc néven Milánó hercege lett.
Bianka anyja, Savoyai Bona I. Lajos savoyai hercegnek és Lusignan Anna ciprusi királyi hercegnőnek, I. Janus ciprusi király és Bourbon Sarolta lányának volt a leánya. Bianka így mind Savoyai Lajos ciprusi királynak, mind pedig a feleségének, I. Sarolta ciprusi királynőnek az unokahúga volt. Miután az anyjának a nővére, Savoyai Sarolta 1457-ben feleségül ment XI. Lajos francia királyhoz, Bianka a születésekor a francia király unokahúga lett, és a fiuk, VIII. Károly francia király pedig az elsőfokú unokatestvére volt Biankának.
Édesapjának, Galeazzo Mária hercegnek egyik korábbi (házasságon kívüli) kapcsolata révén Bianka Mária féltestvére volt Caterina Sforza hercegnőnek, Imola és Forlì harcos úrnőjének.

## Házasságai

### Eljegyzése
1474 januárjában, kétéves korában szülei eljegyezték a hét évvel idősebb unokabátyjával, I. Filibert savoyai herceggel, IX. Amadé savoyai herceg és Valois Jolán francia királyi hercegnő fiával. Filibert azonban meghalt 1482-ben, Bianka tízévesen visszatért a milánói hercegi udvarba.

### Első házassága
1487. november 25-én vasárnap per procuram (képviselők útján) Milánóban a hercegi palotában házasságot kötött Corvin János herceggel, I. Mátyás magyar király törvényesített és apja utódául szánt fattyú fiával.
Bianka hercegnő hozománya 100 000 aranyforint volt készpénzben, továbbá 40.000 aranyforint ékszerekben és 10.000 aranyforintnyi értékű ruhákban és ezüst asztali készletben, amit a tényleges, személyesen megkötött esküvőkor kellett volna átadni Magyarországon Corvin Jánosnak, aki ezt 50 000 aranyforint jegyadománnyal egészítette volna ki.
A vőlegényt, Corvin Jánost a szertartáson Filipec János váradi püspök és titkos kancellár képviselte. Az esketést Bianka nagybátyja, Ascanio Sforza bíboros, az apjának házasságon kívül született féltestvére végezte. Biankát, mivel apját 1476. karácsonyán meggyilkolták, a másik nagybácsi, apjának édestestvére, Ludovico il Moro herceg kísérte a Sala dei Scaglioninak nevezett díszteremben felállított mennyezetes emelvényhez.
Az esküvőn részt vett Bianka édesanyja, Savoyai Bona özvegy milánói hercegné, Bianka bátyja, Milánó uralkodója, Gian Galeazzo Maria herceg, a Sforza-ház tagjai, a nápolyi és a ferrarai követek és a milánói nemesség színe-java.
Még az egyházi szertartás előtt Gian Francesco Marliani hercegi tanácsos tartott ünnepi beszédet, majd Bianka a tanácsos kérdésére azt válaszolta, hogy Corvin Jánost önként elfogadja törvényes férjéül, és vele per verba de presenti házasságra lép. Ugyanígy szólt Filipec János is Corvin János képviseletében, majd pedig gyűrűt cseréltek. Ezután egy másik teremben felolvasták a házassági szerződést. Bianka bátyja, a milánói uralkodó a Bibliára esküdött meg, míg Filipec püspök mellre tett kézzel tette ugyanezt.
Ezután a követek az európai udvarok számára is megvitték a hírt az esküvői szertartásról, ami után a magyar és a milánói udvarhoz megérkeztek a szerencsekívánások. Gian Francesco Marliani hercegi tanácsos pedig egy az örömapa, Mátyás király számára készített kódexben örökítette meg a házasságkötést.
Corvin János mostohaanyja és örökbe fogadó anyja, Aragóniai Beatrix magyar királyné ellenezte ezt a házasságot, mint ahogy férje fiának királlyá választását is. Beatrix rokonságban, de nem vérrokonságban állt Biankával, ugyanis Beatrix bátyjának, Frigyesnek az első felesége, Savoyai Anna Bianka első jegyesének volt a nővére, és Beatrix sógornője, Savoyai Anna Bianka elsőfokú unokatestvére is volt. Beatrix Bianka helyett éppen a bátyjának, Frigyesnek és Savoyai Annának a leányát, Aragóniai Sarolta hercegnőt ajánlotta mostohafia feleségének. Emellett Bianka bátyjának, II. Gian Galeazzo Maria milánói hercegnek a felesége, Aragóniai Izabella Beatrix királyné unokahúga volt, az idősebb bátyjának, II. Alfonz nápolyi királynak a leánya.
A tényleges házasságból azonban végül semmi sem lett, miután 1490-ben I. Mátyás meghalt, Corvin Jánost nem választották meg magyar királynak, így már nem tűnt előnyösnek a milánói udvar számára ez a frigy, ezért VI. Sándor pápa a házasságot 1493. november 11-én érvénytelenítette.

### Második házassága
Végül Bianka 1494. március 16-án ténylegesen hozzáment az özvegy I. Miksa német-római császárhoz, III. Frigyes császár és Portugáliai Eleonóra fiához, akinek első felesége, Burgundi Mária hercegnő 1482-ben lovas balesetben vesztette életét. Ez a házassága már beteljesedett, ez volt az egyetlen valódi házassága. Bár több terhessége is volt, mindegyiket elvetélte. Bianka császárné így 1510. december 31-én gyermektelenül halt meg Tirol székhelyén, Innsbruckban. Férje, I. Miksa császár 1519. január 12-én hunyt el, utódja első házasságából származó unokája, Habsburg Károly lett.